# Das Kadettenkloster

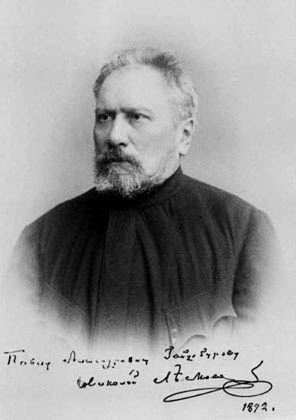
Nikolai Leskow im Jahr 1872

Das Kadettenkloster (russisch Кадетский монастырь, Kadetski monastyr) ist eine Erzählung des russischen Schriftstellers Nikolai Leskow, die 1880 im Heft 1 der Zeitschrift Historischer Bote erschien.
Vier Gerechte, die um 1825 der Ersten Petersburger Kadettenanstalt am Isaaksplatz vorstanden, sind die Protagonisten dieses Sittengemäldes aus der Zeit des Dekabristenaufstandes. Gerechte nannte Leskow Persönlichkeiten, die selbstlos für ihre Schutzbefohlenen eintraten und sich mitunter in der Not sogar den Herrschenden furchtlos entgegenstellten.

## Überblick
Das Personal der Ersten Petersburger Kadettenanstalt rekrutierte sich im 18. Jahrhundert vornehmlich aus französischen, deutschen und englischen Pädagogen. Im Januar 1797 befahl Paul I. die Verabschiedung dieser Zivilisten. Der Zar ließ ihre Stellen durch Offiziere besetzen. Der Ich-Erzähler, Sohn eines Gutsbesitzers aus dem Gouvernement Cherson, wurde 1822 zusammen mit seinem älteren Bruder – beide waren noch Kinder – vom Vater in die Anstalt gebracht. Zu der Zeit wurden in der Anstalt 1300 Kadetten, davon 250 Vier- bis Achtjährige, mit dem Ausbildungsziel Fähnrich erzogen.

## Inhalt
Die vier Gerechten entstammten weder dem Adel noch dem „niederen Volk“. Der Erzähler stellt in seinem Bericht den vier Gerechten zwei schikanöse Ausbilder gegenüber – den Kompaniechef Oreus, einen Prügelpädagogen, sowie den General der Infanterie Nikolai Iwanowitsch Demidow, Direktor aller Kadettenanstalten.

### Direktor Generalmajor Michail Stepanowitsch Perski
Mit dem Erscheinen Perskis musste der Kadett jederzeit rechnen, weil sich der Junggeselle rund um die Uhr in seiner Anstalt aufhielt. Perski, der wie ein Mönch lebte, suchte weder Kulturveranstaltungen noch Empfänge auf. Die Ausführung der Prügelstrafe nach militärischen Übungen überließ der Generalmajor anderen Ausbildern. Perski strafte auf wirksamere Art – er beließ es bei dem Urteil: „Bist ein schlechter Kadett!“
Nachdem die Kadetten Mitte Dezember 1825 spontan verwundete Dekabristen, die in der Nachbarschaft der Anstalt auf dem Isaaksplatz lagen, notversorgt hatten, kam unerwarteter Besuch in die Anstalt. Ein aufgebrachter Nikolaus I. polterte: „Hier herrscht ein unguter Geist! … Aus dieser Anstalt sind Rylejew und Bestushew hervorgegangen!“ Der Zar warf den Kadetten vor, sie hätten den Rebellen zu essen gegeben. Perski erwiderte unerschrocken: „Sie sind so erzogen, Majestät, …“

### Brigadegeneral Andrej Petrowitsch Bobrow
Bobrow lebte den Kadetten Nächstenliebe und Selbstaufopferung vor. Er hatte ein mitleidiges Herz. Kadetten, die bei Wasser und Brot im Karzer saßen, las er die Leviten, aber nur zum Schein, und steckte ihnen unter einem Vorwand Näschereien zu.
Der eng mit Perski befreundete Ökonom Bobrow, ebenfalls Junggeselle, verwaltete den Jahresetat der Anstalt – um die 24 Millionen Rubel. Bobrow quittierte zwar den Empfang seiner 3000 Rubel Sold, nahm diese aber meist nicht. Wenn doch, dann ermöglichte er gelegentlich einem mittellosen Fähnrich den Start in die Offizierslaufbahn. Wie gesagt – Bobrow hatte kein Geld. Als er nach 39 Dienstjahren starb, musste der Staat die Bestattungskosten tragen.

### Dr. Selenski
Der Anstaltsarzt, leiblicher Bruder des Ökonomen Bobrow, ebenfalls unverheiratet, verließ – wie Perski – die Kadetten fast nie. Und wenn der gefragte Kinderarzt zum erkrankten Kind einer wohlhabenden besorgten Petersburger Mutter gerufen wurde, dann folgte er dem Ruf selten und widerwillig. Der Hygieniker verschrieb Medikamente nur ausnahmsweise.

### Vater Archimandrit
Dem erwachsenen Erzähler, der sich seiner Kadettenzeit erinnert, ist der Name des Anstaltsgeistlichen entfallen. Alle nannten diesen Mann, der sowohl in den Kadettenklassen lehrte als auch in der Kirche predigte, Vater Archimandrit. Dieser Geistliche hatte ein offenes Ohr für den Kummer der Kadetten. Den oben genannten üblen Kadetten-Peiniger General Demidow wies er beherzt in die Schranken.

## Selbstzeugnis
Leskow schreibt: „Die von mir ... begonnenen Skizzen ... brachten einen ehrenwerten älteren Herren auf die Idee, mir seine Schulerinnerungen mitzuteilen. Sie sind für eine Charakteristik der betreffenden Zeit von Interesse ... Der Erzähler wünscht ungenannt zu bleiben. Seine Geschichte hat er mir jedoch im Beisein bekannter und verdienter Persönlichkeiten mitgeteilt. Ich habe nichts hinzugefügt, sondern nur aufgeschrieben und geordnet.“

## Rezeption
Nach Rudolf Marx lebten die oben genannten Protagonisten ihren Schülern „Arbeit für eine künftige Gemeinschaft durch Pflichterfüllung als freiwilligen Dienst“ vor.
Auf der Suche nach Schuldlosen in seinem Russland lehne sich Leskow an die biblische Geschichte von den zehn Gerechten (1. Mose 18,32 ) an.

## Deutschsprachige Ausgaben
- Das Kadettenkloster. Deutsch von Ena von Baer. S. 261–308 in Nikolai S. Leskow: Am Ende der Welt und andere Meistererzählungen. 391 Seiten. Dieterich’sche Verlagsbuchhandlung, Leipzig 1968 (2. Auflage)
- Das Kadettenkloster. Deutsch von Hartmut Herboth. S. 21–64 in Eberhard Reißner (Hrsg.): Nikolai Leskow: Gesammelte Werke in Einzelbänden. Der Gaukler Pamphalon. 616 Seiten. Rütten & Loening, Berlin 1971 (1. Auflage)
- Das Kadettenkloster. Aus dem Russischen übertragen von Hartmut Herboth. S. 61–102 in: Nikolai Leskow: Das Schreckgespenst. Erzählungen. Mit Buchschmuck von Heinrich Vogeler. 272 Seiten. Gustav Kiepenheuer Verlag, Leipzig und Weimar 1982 (1. Aufl., Reihe: Die Bücherkiepe)

Verwendete Ausgabe:
- Das Kadettenkloster. Deutsch von Hartmut Herboth. S. 441–482 in Eberhard Dieckmann (Hrsg.): Nikolai Leskow: Gesammelte Werke in Einzelbänden. 4. Der ungetaufte Pope. Erzählungen. Mit einer Nachbemerkung des Herausgebers. 728 Seiten. Rütten & Loening, Berlin 1984 (1. Aufl.)